# Luís de Aragão
Luigi d'Aragona (Nápoles, 7 de setembro de 1474 - Roma, 21 de janeiro de 1519) foi um cardeal aragonês do século XVII.

## Primeiros anos
Nasceu em Nápoles em 7 de setembro de 1474. Filho de Arrigo d'Aragona e Polissena de Centellas. Neto natural do rei Ferrante de Nápoles; e irmão natural do rei Alfonso I da Sicília. Ele também está listado como Luis de Aragón e seu sobrenome como d'Aragonia. Ele foi chamado de Cardeal de Aragão.

## Juventude
Ele tinha o título de marquês de Geraco. Casou-se com Battistina Cibo Usodimare, neta do Papa Inocêncio VIII, no Vaticano em 3 de junho de 1492, na presença do papa; após a morte de Battistina, cedeu o título de marquês ao seu irmão Carlo e ingressou no estado eclesiástico (1) .

## Ordens sagradas
Recebeu a tonsura eclesiástica em 6 de maio de 1494 de Alessandro Carafa, arcebispo de Nápoles, no palácio do arcebispo. Apostólico protonotário.

## Cardinalato
Criado cardeal diácono no consistório de maio de 1494 (2) ; reservado in pectore e publicado no consistório de 19 de fevereiro de 1496; recebeu o barrete vermelho e a diaconia de S. Maria in Cosmedin em 1496.

## Episcopado
Administrador da Sé de Lecce, 10 de dezembro de 1498; renunciou ao cargo em 24 de março de 1502. Em 1499, acompanhou a rainha viúva Juana de Nápoles à Espanha; de lá, ele foi para a França. Administrador da Sé de Aversa, 10 de março de 1501; renunciou ao cargo em 21 de maio de 1515. Administrador da sé de Policastro, 1501; renunciou ao cargo em 22 de abril de 1504 (3) . Administrador da Sé de Capaccio, 20 de janeiro de 1503; renunciou ao cargo, em 22 de março de 1514. Após a morte do Papa Alexandre VI, chegou a Roma em 10 de setembro de 1503. Participou do primeiro conclave de 1503 , que elegeu o Papa Pio III. Participou do segundo conclave de 1503 , que elegeu o Papa Júlio II. Comendador Abadedo mosteiro cisterciense de S. Maria d'Altilia (ou Calábria), diocese de S. Severino, 1507; o cargo foi confirmado pelo Papa Leão X em 11 de agosto de 1515. Abade comendador do mosteiro de S. Maria d'Anzi, diocese de Acerenza, 1507. Viajou para Veneza em 1507. Obtido em comendaa diaconia de S. Maria in Aquiro em 26 de setembro de 1508; manteve-o até 25 de maio de 1517. Em 2 de janeiro de 1511, acompanhou o papa em sua campanha contra os franceses no cerco às muralhas de Mirandola. Administrador da Sé de Cádiz, 10 de fevereiro a 6 de junho de 1511 Administrador da Sé de Leão, 6 de junho de 1511 a 17 de dezembro de 1516. Administrador da Sé de Cava, 1511 a 5 de maio de 1514. Auxiliou na abertura de o Quinto Concílio de Latrão em 3 de maio de 1512 e cantou o Evangelho da Missão dos Apóstolos; ele foi encarregado no conselho da questão da reforma da igreja. Participou do conclave de 1513, que elegeu o Papa Leão X. A seu pedido, o novo Papa Leão X retirou as censuras contra o duque de Ferrara em 10 de abril de 1513. Recebeu do novo papa uma série de benefícios em diversas dioceses italianas e espanholas. Legado a latere de Marche Anconitana e vigário geral do papa com poderes especiais, de 1º de setembro de 1513 a 3 de março de 1518. Abade comendador do mosteiro beneditino de S. Filippo d'Argilione, diocese de Catânia, 16 de abril de 1515. Prior comendadordo mosteiro beneditino de S. Marta em Cremona, 18 de maio de 1515. Residiu no palácio da Piazza Scossacavalli e acompanhou o Papa Leão X nas caçadas em Magliana. Ele também acompanhou o papa em sua viagem ao norte da Itália em 1516. Administrador da sé de Alessano, de 18 de maio de 1517 a 17 de maio de 1518. Administrador da sé de Nardò, de 17 de junho de 1517 até sua morte. Comendador Abade da abadia de Monte Vergine. Em 1517, deixou a Cúria Romana e foi para a Suíça e depois para o sul da Alemanha; em julho de 1517, esteve em Bruxelas, onde admirou as tapeçarias encomendadas pelo Papa Leão X para o Vaticano; voltou pela França, onde foi suntuosamente tratado na corte do rei Francisco I; e chegou a Roma em 16 de março de 1518; uma crônica da viagem escrita por seu secretário, Antonio de Beatis, é muito valorizada pelos historiadores pelas notícias em primeira mão que traz. Membro de uma comissão de nove cardeais para tratar dos árduos e secretos assuntos, 1º de dezembro de 1518. Foi protetor de humanistas, escritores e artistas. Ele nunca recebeu a consagração episcopal.
Morreu em Roma em 21 de janeiro de 1519. Sepultado na igreja de S. Maria sopra Minerva. Seu testamento foi executado em 26 de julho de 1519. Seu monumento foi erguido pelo cardeal Franciotto Orsini naquela igreja em 1533.